# 물 없는 바다
"물 없는 바다"는 2011년에 개봉한 대한민국의 영화이다.

## 캐스팅
- 김동현 : 동수 역
- 유호린 : 예리 역
- 신철진 : 할아버지 역
- 석경아 : 유리 역
- 강도용 : 지배인 역
- 윤의석 : 태경 역
- 김아랑 : 예리엄마 역
- 엄보용 : 어린 동수 역
- 김병오 : 골목길 남자  역
- 한미경 : 골목길 여자  역
- 전종석 : 지배인친구 1 역
- 장재욱 : 지배인친구 2 역
- 이방섭 : 도장 중년남 역
- 김용수 : 스파링 파트너 역
- 김병오 : 신인왕 역
- 좌경우 : 트럭아저씨 역
- 은영 : 엘리베이터걸 역
- 박수희 : 동수엄마 역
- 이희헌 : 문방구아저씨 역
- 정태원 : 문방구 아이 1 역
- 김현우 : 문방구 아이 2 역
- 전병철 : 조깅남 역
- 지대한 : 관장 역 (우정출연)
- 김선영 : 주방이모 역 (우정출연)
- 함건수 : 수퍼아저씨 역 (우정출연)
- 강미애 : 간호사 역 (우정출연)
- 이상호 : 의사 역 (특별출연)
- 강숙 : 예리집 주인집 아줌마 역 (특별출연)